# 张家泡
张家泡是一个位于中国吉林省乾安县西南部的湖泊，地处松嫩平原西南部，科尔沁草原的东北端，系由霍林河尾闾中的河迹洼地积水成湖。湖泊水位132米，面积10平方千米，平均水深约为1.5米。湖水依赖湖面降水和坡面漫流补给，属于闭流类微咸水湖。